# Станислав Томс
Станислав Томс (на чешки: Stanislav Toms) е чехословашки треньор по футбол, ръководил националния отбор на България в периода 1937 – 1938 г.

## Биография
Роден е на 17 декември 1896 г. в Нестомиц. Става треньор на България през 1937 г., като заменя на поста Гено Матеев. Дебютира на поста на 11 юли 1937 г., когато „лъвовете“ разгромяват Югославия с 4:0. Следва зрелищно равенство с Полша 3:3 през септември.
Томс ръководи националите в квалификациите за Световното първенство през 1938 г. България има тежката задача да победи Чехословакия по пътя към шампионата на планетата. Първият мач завършва 1:1, като дузпа на Георги Пачеджиев в 89-ата минута осигурява равенството. След края на срещата се приема обаче, че на България е отнета заслужена победа, заради отменения гол на Любомир Ангелов – Старото.
Българските медии имат очакванията националите да спечелят втория мач, но в реванша през април 1938 г. Чехословакия печели с разгромното 6:0 и си осигурява участие. По-рано България претърпява още едно фиаско – 1:6 от отбора на Франция. След тези резултати Томс е уволнен.
Станислав Томс умира на 14 октомври 1979 г. в Норвегия.